# The Triumph of Time and Truth
The Triumph of Time and Truth (HWV 71) ist ein Oratorium in drei Teilen von Georg Friedrich Händel. Es ist seine dritte Auseinandersetzung mit dem Libretto La Bellezza Raueduta von Benedetto Card. Pamphilj und stellt eine Mischung aus den beiden ersten Fassungen von 1707 und 1737 und Anleihen weiterer Stücke, aber kaum Neukompositionen dar. So gesehen, kann es als ein Pasticcio bezeichnet werden.
Die Beschäftigung mit dem Thema des Werks bildet mit seinem Hauptthema der Vergänglichkeit irdischer Werte einen Bogen über Händels gesamtem künstlerischen Leben.
1. Fassung: La Bellezza Raueduta nell’ Trionfo Del Tempo e del Disinganno (Die durch den Sieg der Zeit und der Ent-Täuschung geläuterte Schönheit), HWV 46a. Diese komponierte Händel 1707 während seiner Zeit in Italien und führte es vielleicht im Mai oder Juni 1707 im Theater Collegio Clementino in Rom auf. Nachweise für eine Aufführung fehlen allerdings. Das Libretto stammte von Kardinal Benedetto Pamphilj.
2. Fassung: Il trionfo del Tempo e della Verità (Der Triumph der Zeit und der Wahrheit), HWV 46b. Diese entstand im März 1737 und das Werk wurde dabei auf drei Teile erweitert, wobei auch der Titel des Oratoriums verändert wurde. Händel lebte zu dieser Zeit schon lange in England und brachte dort regelmäßig italienische Opern und englischsprachige Oratorien auf die Theaterbühne. Diese Fassung wurde jedoch noch in italienischer Sprache verfasst und am 23. März 1737 uraufgeführt und im darauffolgenden Monat (drei weitere Aufführungen) und erneut 1739 gespielt.
3. Fassung: The Triumph of Time and Truth (Der Triumph der Zeit und der Wahrheit), 1757, HWV 71.

## Entstehung
Seit dem erfolgreichen Messias-Gastspiel 1742 in Dublin hat Händel seine Oratorien-Aufführungen in der Fastenzeit im Covent Garden Theatre in London zu einer festen Einrichtung gemacht. Durch seine Erblindung während der Arbeit am Jephtha im Jahre 1752 musste sein Schüler und Adlatus Johann Christoph Schmidt der Jüngere in der Folgezeit die Vorbereitung und Leitung dieser Konzerte übernehmen, ungeachtet der Tatsache, dass Händel trotzdem bei den Aufführungen anwesend war und gelegentlich auch die Orgel spielte.
Trotz dieser Einschränkung wandte er sich noch Ende 1756 dem Oratorium The Triumph of Time and Truth zu, das zwar im Wesentlichen eine Überarbeitung seiner beiden älteren Werke des gleichen Themas ist, aber dennoch eine große Menge von in diesem Zusammenhang noch nicht genutzten musikalischen Materials enthält. Es enthält dreizehn Nummern aus der ersten Fassung von 1707, neun Nummern aus der zweiten Fassung von 1737 sowie zehn parodierte neue Stücke.
Die Uraufführung dieser dritten Fassung fand am 11. März 1757 im Covent Garden Theatre statt und war wie folgt besetzt:
- Time – Samuel Champness (Bass)
- Counsel/Truth – Isabella Young-Scott (Mezzosopran)
- Beauty – Giulia Frasi (Sopran)
- Pleasure – John Beard (Tenor)
- Deceit – Signora Beralta (Sopran)

Die Leitung der Aufführung hatte – wie bei anderen Konzerten von Händelwerken in dieser Zeit – sein Assistent Schmidt der Jüngere. Dieser richtete auch die neue Direktionspartitur nach Händels mündlichen Anweisungen ein, die dann dessen Vater Johann Christoph Schmidt der Ältere in Reinschrift brachte.
Der Uraufführung folgten weitere Aufführungen am 16., 18. und 23. März 1757, sowie am 10. und 15. Februar 1758. Für die nun inzwischen aus dem Ensemble ausgeschiedene Sopranistin Beralta übernahm die Mezzosopranistin Cassandra Frederick die Partie der Deceit, für die noch einige Sätze zusätzlich eingefügt wurden.
Zwei Jahre später, 1760, hat Schmidt der Jüngere zusammen mit John Stanley das Oratorium noch einmal im Covent Garden Theatre aufgeführt, 1762 erklang es auch in Salisbury, dann geriet es in Vergessenheit.

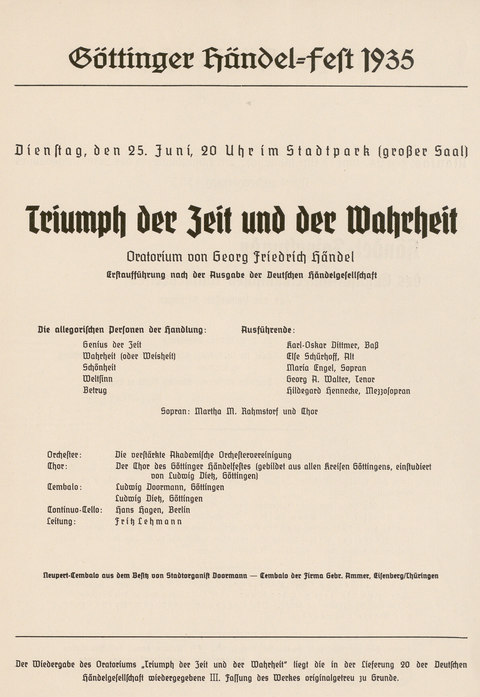
Deutsche Erstaufführung, Göttingen 1935

Der Musikwissenschaftler und Regisseur Hanns Niedecken-Gebhard, der sich in den 1920er Jahren im Zuge der „Händel-Renaissance“ intensiv mit den Opern Händels beschäftigte und von 1935 bis 1938 Oberspielleiter der Händel-Festspiele in Göttingen war, ließ The Triumph am 25. Juni 1935 während der dortigen Festspiele im Großen Saal des Stadtparks unter dem Titel Triumph der Zeit und der Wahrheit in deutscher Sprache aufführen. Es spielte die Akademische Orchestervereinigung Göttingen unter der Leitung von Fritz Lehmann.
In historischer Aufführungspraxis wurde die dritte Fassung des Oratoriums zum ersten Mal in der Neuzeit zu Gehör gebracht in der Church of St. Jude-on-the-Hill, Hampstead, London vom 8.–10. November 1982 mit dem London Handel Orchestra & Choir unter der Leitung von Denys Darlow.

## Libretto

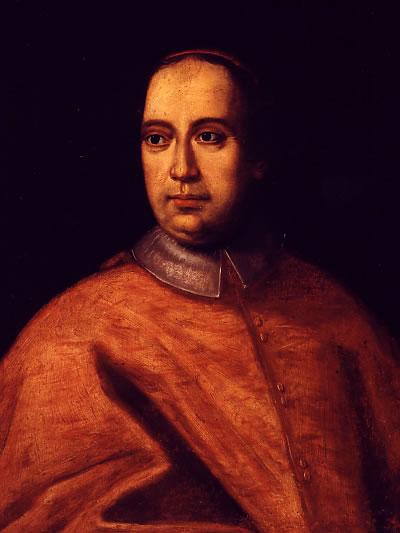
Benedetto Pamphilj

Als Librettist von 14 weiteren Oratorien und über 80 pastoralen und moralischen Kantaten besaß Benedetto Kardinal Pamphilj große Erfahrung in der Schöpfung von Worten und Musik. Wie man von einem solchen Feinschmecker dieser Künste erwarten darf, ist das Textbuch des Il trionfo ein kunstvoll konstruiertes Werk, welches sich in der Anlage auf viele musikalische Vorbilder bezieht. Hier sei dazu an erster Stelle Cavalieris Oratorium Rappresentatione di Anima, et di Corpo von 1600 mit ihren allegorischen Figuren Anima (Die Seele), Corpo (Der Körper), Intelletto (Der Geist), Consiglio (Der gute Rat), Tempo (Die Zeit), Piacere (Das Vergnügen), Vita mondana (Das irdische Leben), Mondo (Die Welt), u. a. genannt.
Das damalige Publikum war also mit den oft kryptischen oder voller Anspielungen steckenden Bildern in Il trionfo und der Art, wie Pamphilj sie oft sogar mehrdeutig verwendete, vertraut. Neben diesem Reichtum an Bedeutungen und Anspielungen bietet Il trionfo auch ein Kaleidoskop menschlicher Psychologie. Kardinal Pamphilj wuchs unter Jesuiten auf und wurde später ein erfahrener Beichtvater. Als Seelen-Fischer und mit seiner Erfahrung, wie man sich etwa einem widerspenstigen Ungläubigen, Agnostiker oder Sünder nähern kann, gab er Händel, der selbst schon in seinen jungen Jahren imstande war, in seinen Kantaten menschliche Psychogramme zu entwerfen, eine Geschichte von der Entwicklung eines jungen Menschen an die Hand.
Händel hatte den Text Pamphiljs für seine Überarbeitung von 1737 weitgehend beibehalten. Dem Londoner Publikum wurde ein Libretto-Heft gegeben, welches auch eine englische Übersetzung von George Oldmixon enthielt, die nun, zwanzig Jahre später, die textliche Grundlage für Händels dritte Fassung des Oratoriums werden sollte.
Die Zusammenstellung der nun englischen Texte wird Thomas Morell zugeschrieben, dem Librettisten der meisten späten Händeloratorien. Auf ihn selbst geht die Einführung einer neuen Figur Deceit („Die Täuschung“) zurück. In seinem nun englischen Titel erscheint „Truth“, während im Libretto dagegen an deren Stelle „Counsel“ („Der gute Rat“) geschrieben ist, welcher in den älteren Libretti von 1707 und 1737 nur erwähnt, bei Morell jedoch als „Sohn der Wahrheit“ agierend eingeführt wird. Außerdem trennt Morell die ursprüngliche Figur der „Piacere“ in „Pleasure“ und „Deceit“, wobei letzterer die Rolle der Verführerin zufällt. Dies schärft die dramaturgische Anlage des Werkes, da sich nun zwei Paare gegenüberstehen (Time/Counsel – Pleasure/Deceit), die um die Schönheit („Beauty“) buhlen. Durch Morells Bearbeitung erhielt das Textbuch eine straffere Linienführung, trotz der Erweiterung durch eine neue Person. Obwohl „Deceit“, die bis auf eine Ausnahme (Nr. 23) neue Arientexte, wenn auch mit älterer Musik, erhielt, reduzierte sich die Anzahl der Arien insgesamt um fünf Nummern. Dafür wurden 11 Chöre (sechs mehr als 1737) eingefügt und die Rezitative erweitert. Die schon 1737 dreiteilige Gliederung wurde beibehalten.

## Handlung

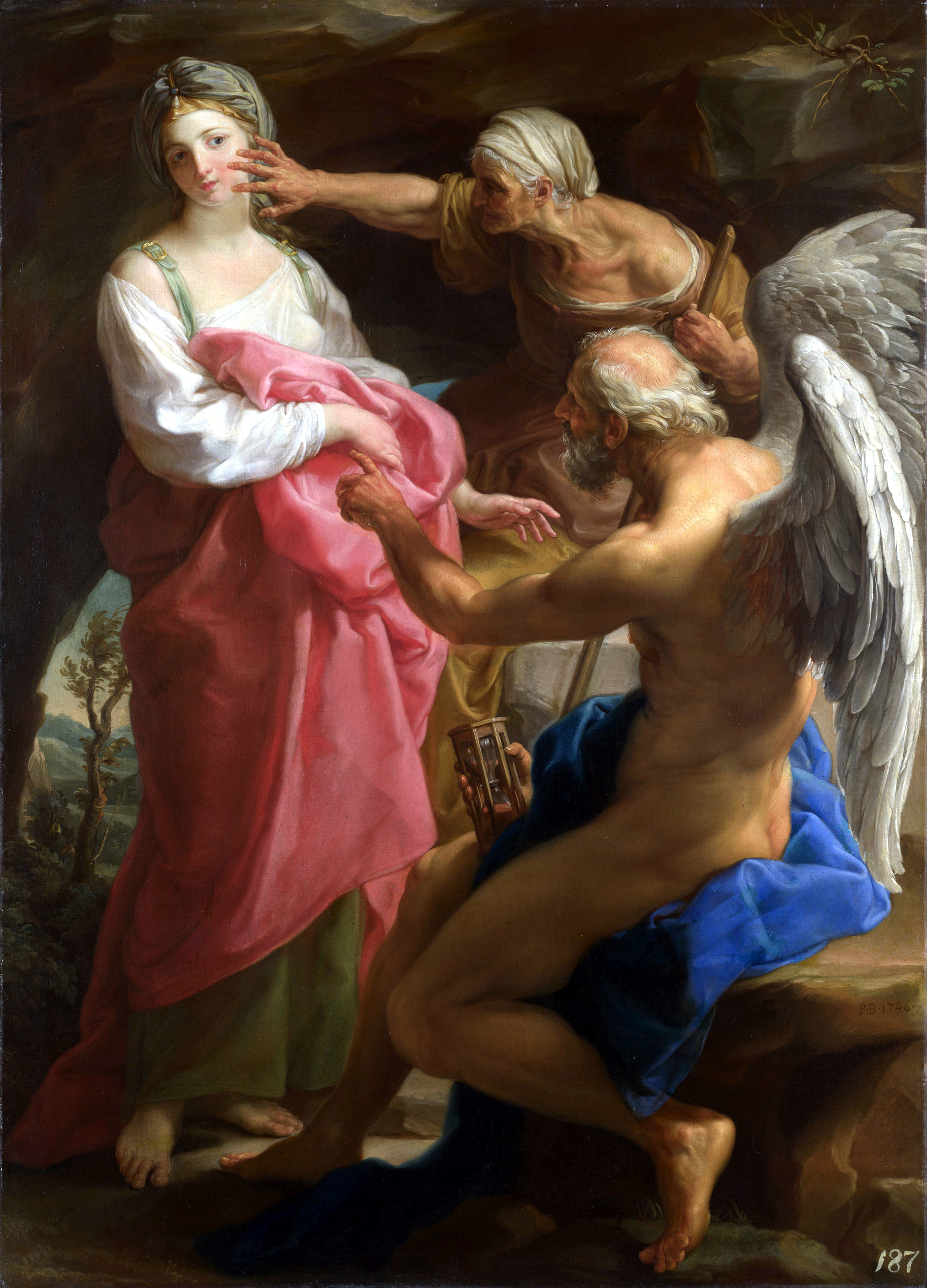
Pompeo Girolamo Batoni – Die Zeit befiehlt dem Alter, die Schönheit zu zerstören.

### Erster Teil
Die SCHÖNHEIT bewundert sich im Spiegel und wünscht sich, die ZEIT aufhalten zu können, woraufhin das VERGNÜGEN ihr verspricht, dass ihre Reize nie verblassen werden. Im Gegenzug schwört die SCHÖNHEIT dem VERGNÜGEN ewige Treue. Das wiederum singt davon, wie Trauer einem die Freude verderben kann und die SCHÖNHEIT rühmt sich mit Unterstützung des Chores der Freuden des Vergnügens und der Jugend. Die WAHRHEIT rät nun der SCHÖNHEIT, sich an die Wahrheit zu halten, und mahnt an, dass die Jugend vergänglich sei. Daraufhin initiiert das VERGNÜGEN eine Prüfung: Wer wird den Sieg davontragen – VERGNÜGEN, SCHÖNHEIT, ZEIT oder die WAHRHEIT? Inmitten dieser Auseinandersetzungen, die den Rest des ersten Akts einnehmen, mischt sich die TÄUSCHUNG ein, um die Behauptungen der ZEIT in Frage zu stellen. Diese behält jedoch die Oberhand.

### Zweiter Teil
Nach einem einleitenden moralisierenden Chor finden wir uns am Hof des VERGNÜGENs wieder und es folgt eine kurze Sequenz in der Art eines Maskenspiels, wobei Dryaden, Waldgeister und die holde Flora sich den Festlichkeiten zugesellen. Dadurch ermuntert, fordert die SCHÖNHEIT die ZEIT spöttisch auf, die freudvollen Vergnügungen zu vertreiben, doch entgegen aller Erwartung antwortet diese aus den Tiefen und rät ihr, sie müsse, um ihrer Macht zu entkommen, dem Reich des Lichts entgegenstreben, denn dorthin kann sie ihr nicht folgen. WAHRHEIT und ZEIT versuchen nun wiederum, die SCHÖNHEIT dazu zu überreden, das Vergnügen zugunsten der Wahrheit aufzugeben, und halten ihr den Spiegel der Wahrheit vor, der alle Dinge getreu wiedergibt. Daraufhin versucht das VERGNÜGEN, sie am Blick in einen solchen Spiegel zu hindern und wird dabei von der TÄUSCHUNG mit dem Rat unterstützt, dass das Leben sich auf die Gegenwart beschränken würde. Die ZEIT widerlegt das und die nun zwischen Traurigkeit und Fröhlichkeit schwankende SCHÖNHEIT hegt endlich erste Zweifel. Die WAHRHEIT unterstützt dies eindringlich: Ohne das Siegel der Wahrheit seien Vergnügungen des Alters ebenso wie der Jugend allesamt eitel. Auch die ZEIT drängt sie, weise zu werden. Daraufhin ist die SCHÖNHEIT zwar immer noch verwirrt, erklärt jedoch trotz aller Einsicht, sie könne sich noch nicht entschließen, das Diesseits zugunsten der Unsterblichkeit aufzugeben. WAHRHEIT und der Chor bringen den zweiten Akt daraufhin zum Ende, indem sie den Sinneswandel der SCHÖNHEIT feiern.

### Dritter Teil
Nachdem die SCHÖNHEIT um Linderung der Versuchung gefleht hat, unternimmt die TÄUSCHUNG einen letzten Vorstoß mit der Frage, warum sie ihre Vergnügungen mindern wolle. Die WAHRHEIT legt der SCHÖNHEIT nahe, dies zu ignorieren und endlich erklärt sich die SCHÖNHEIT bereit, in den Spiegel der Wahrheit zu schauen und vom Vergnügen Abschied zu nehmen, damit sie keine Reue befalle, wenn ihr die Kräfte schwinden würden. Als sie entschlossen ist, ihren alten Spiegel wegzuwerfen, versucht das VERGNÜGEN sie daran zu hindern, doch die WAHRHEIT zerschmettert ihn am Boden. Nun verkündet die SCHÖNHEIT nach einem Blick in den Spiegel der Wahrheit, dass sie ihre restlichen Tage in Einsamkeit verbringen wolle. Sie ersucht das VERGNÜGEN, für die Sache der WAHRHEIT einzutreten, doch dieses erklärt, die WAHRHEIT treibe es zur Verzweiflung und verschwindet ins Gebirge. Die SCHÖNHEIT erhebt ihren Blick auf zur WAHRHEIT und ruft ihre Schutzengel um Beistand an. Ein himmlisches Konzert und ein „Alleluja!“- Chor beschließen das Oratorium.

## Musik
Der musikalische Stil der dritten Fassung dieses Oratoriums ist, entsprechend der Schaffensperiode in der die jeweiligen Sätze komponiert wurden, sehr verschieden. Ein Teil entspricht dem, den Händel aus seiner Zeit an der Hamburger Oper am Gänsemarkt und von den zeitgenössischen italienischen Oratorien des frühen 18. Jahrhunderts kannte: abwechselnd Secco-Rezitative und Da-capo-Arien sowie einige Accompagnato-Rezitative. Ensembles (Duette, Quartette) sind im Gegensatz zu den früheren Fassungen zugunsten der Chöre, von denen es jetzt elf gibt, gewichen. Insofern schlägt dieses späte Oratorium auch eine Brücke zwischen der Neugier und Experimentierlust des jungen Händel und der Reife und Gediegenheit späterer Jahre.
Bediente sich Händel 1737 bei den damals neu eingefügten Teilen nicht nur bei sich selbst (z. B. am Wedding Anthem), sondern auch am „Harmonischen Gottesdienst“ seines Freundes Georg Philipp Telemann und dem Passionsoratorium „Kommt her und schaut“ von Carl Heinrich Graun, so sind die diesmal eingefügten Nummern seine eigenen früheren Werke. So ist etwa ein Drittel der Musik 1757 neu im Oratorium. Es ist aber alles im Parodieverfahren nutzbar gemachte Musik, die aus seinen anderen oratorischen Werken, Opern und Anthems stammt.

## Struktur des Oratoriums (1757)
Ouverture. (2 Ob, 2 Fg, Str, BC)

### Erster Teil
| 1. Chorus. (2 Ob, 2 Trp, Pk, Str, BC) Time is supreme                                         |
| Recitative. Beauty How happy could I fix but here                                             |
| 2. Air. Beauty (2 Ob, 2 Vl, BC) Faithful mirror! fair-reflecting                              |
| Recitative. Pleasure, Beauty Fear not! I, Pleasure, swear                                     |
| 3. Air. Pleasure (2 Vl, BC) Pensive sorrow, deep possessing                                   |
| Recitative. Deceit Despise old Time, if short his stay                                        |
| 4. Air and Chorus. Beauty (2 Ob, 2 Fag, Str, BC) Come, come! live with Pleasure               |
| Recitative. Time, Counsel Turn, look on me!                                                   |
| 5. Air. Counsel (2 Vl, BC) The Beauty, smiling and sweet beguiling                            |
| Recitative. Pleasure, Beauty, Time, Counsel Our different pow'rs we'll try                    |
| 6. Air. Beauty (2 Vl, BC) Ever flowing tides of Pleasure                                      |
| Recitative. Time The hand of Time pulls down                                                  |
| 7. Air. Time (2 Vl, BC) Loathsome urns, disclose your treasure                                |
| 8. Chorus. Strengthen us, oh Time, with all thy lore                                          |
| Recitative. Deceit Too rigid the reproof you give                                             |
| 9. Solo and Chorus. Deceit (2 Ob, 2 Fg, 2 Hr, Str, BC) Happy, if still they reign in pleasure |
| Recitative. Counsel, Time, Pleasure Youth is not rich in Time                                 |
| 10. Air and Chorus. (2 Ob, 2 Trp, 2 Hr, Str, BC) Like the shadow, life ever is flying         |

### Zweiter Teil
| 11. [Soli and] Chorus. Pleasure submits to pain                                   |
| Recitative. Pleasure Here Pleasure keeps her splendid court                       |
| Flourish of Horns. (2 Hr)                                                         |
| Recitative. Beauty Hark! What sounds are these I hear?                            |
| 12. Chorus. (2 Ob, 2 Hr, Str, BC) Oh, how great the glory                         |
| 13. Air and Chorus. Pleasure (2 Ob, Fg, Str, BC) Dryads, Sylvans, with fair Flora |
| 14. Air. Beauty (BC) Come, oh Time, and thy broad wings displaying                |
| 15. Air. Counsel (2 Ob, 2 Trp, Str, BC) Mortals think, that Time is sleeping      |
| Recitative. Time You hop'd to call in vain, but see me here                       |
| 16. Air. Time (Str, BC) False destructive ways of Pleasure                        |
| Recitative. Counsel, Time Too long deluded you have been                          |
| 17. Air. Pleasure (2 Ob, Str, BC) Lovely Beauty, close those eyes                 |
| Recitative. Deceit Seek not to know what known will prove                         |
| 18a. Air. Deceit (2 Ob, Str, BC) Melancholy is a folly                            |
| Recitative. Time, Beauty What is the present hour? ’tis born and gone!            |
| 19. Air. Beauty (Str, BC) Fain would I, two hearts enjoying                       |
| Recitative. Counsel Vain the delights of age or youth                             |
| 20. Air. Counsel (2 BlFl, 2 Vl, BC) On the valleys, dark and cheerless            |
| Recitative. Time, Beauty Not venial error this, but stubborn pride                |
| Recitative. Counsel Hear the tale of Truth and Duty                               |
| 21. Chorus. Ere to dust is chang'd that beauty                                    |

### Dritter Teil
| 22. Sinfonia.                                                                   |
| Recitative. Deceit Beauty once more I thee address                              |
| 23a. Air. Deceit (2 Ob, Str, BC) Sharp thorns despising                         |
| Recitative. Counsel, Beauty Regard her not. Unvalued here                       |
| 24. Air. Beauty (Str, BC) Pleasure! My former ways resigning                    |
| 25. Chorus. (2 Ob, Str, BC) Comfort them, oh Lord, when they are sick           |
| Recitative. Beauty, Pleasure, Counsel Since the immortal mirror I possess       |
| 26. Air. Counsel (2 Ob, 2 Vl, BC) Thus to ground, thou false, delusive          |
| Recitative. Beauty Oh mighty Truth! Thy pow'r I see                             |
| 27. Accompagnato. Beauty (Str, BC) Adieu, vain world! In search of greater good |
| 28. Air. Time (2 Vl, BC) From the heart that feels my warming                   |
| Recitative. Beauty Pleasure, too long associates we have been                   |
| Recitative. Pleasure As with error I long have been dwelling                    |
| 29. Air. Pleasure (Str, BC) Like clouds, stormy winds them impelling            |
| Recitative. Beauty She's gone; and Truth, descending from the sky               |
| 30. Accompagnato. Beauty (Str, BC) Oh, thither let me case my longing eye       |
| 31. Air. Beauty (Ob, Str, BC) Guardian angels, oh, protect me                   |
| 32. Coro. (2 Ob, 2 Hr, Str, BC) Alleluja                                        |

## Orchester
Zwei Blockflöten, zwei Traversflöten, zwei Oboen, zwei Fagotte, zwei Hörner, zwei Trompeten, Pauken, Streicher und Basso continuo (Violoncello, Laute, Cembalo).

## Diskografie
- Hyperion 6538464 (1982): Gillian Fisher (Beauty), Ian Partridge (Pleasure), Charles Brett (Counsel/Truth), Stephen Varcoe (Time), Emma Kirkby (Deceit)
The London Handel Orchestra, The London Handel Choir; Dir. Denys Darlow (123 min)
- Delphian DCD34135 (2014): Sophie Bevan (Beauty), Ed Lyon (Pleasure), Tim Mead (Counsel/Truth), William Berger (Time), Mary Bevan (Deceit)
Ludus Baroque Chamber Orchestra, Ludus Baroque Chorus; Dir. Richard Neville-Towle (155 min)